# 朱树屏故居
36°03′30″N 120°19′38.5″E / 36.05833°N 120.327361°E
朱树屏故居，位于今中华人民共和国山东省青岛市市南区金口二路13号，为海洋生态学家、水产学家朱树屏1951年至1975年在青岛工作期间的住所。现为青岛市文物保护单位。

## 历史
金口二路13号朱树屏故居建于1930-1931年，最初为商人陈湘南住宅，设计者为日本建筑师小山良树，施工方为三浦商会，请照人为日本人三河一二。据此，有观点认为陈湘南可能是在日本公司任职的华人。

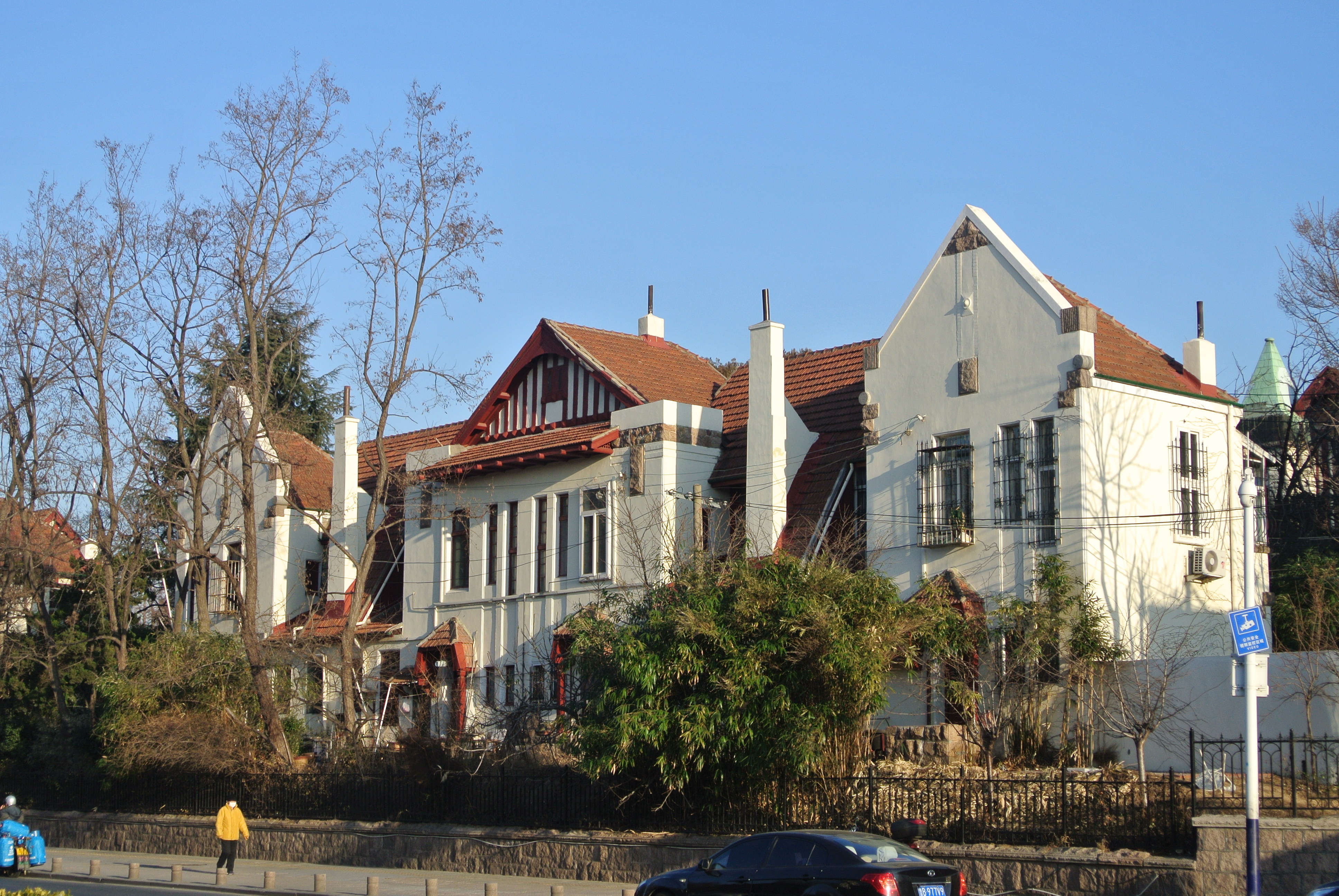
朱树屏1947年至1948年在青岛居住的鱼山路36号2号楼

1947年7月，朱树屏经国立山东大学校长赵太侔委托教授童第周邀请，到青岛创建并主持山东大学水产系，任教授兼系主任。朱树屏将从英国带回的书籍、资料、设备等赠给水产系，并制定发展规划、建立专业组、聘请王以康、王贻观等人任教，建成当时全中国惟一四年制本科水产系。在此期间，朱树屏居住在鱼山路36号山东大学第一公舍，与童第周、束星北为邻。1948年9月，朱树屏在山大借聘期满，离开青岛到上海中央研究院动植物研究所任职。有资料称朱树屏此次离青系因被人恶意制造校内矛盾，导致部分学生被捕，为学生安全而匆匆离开。

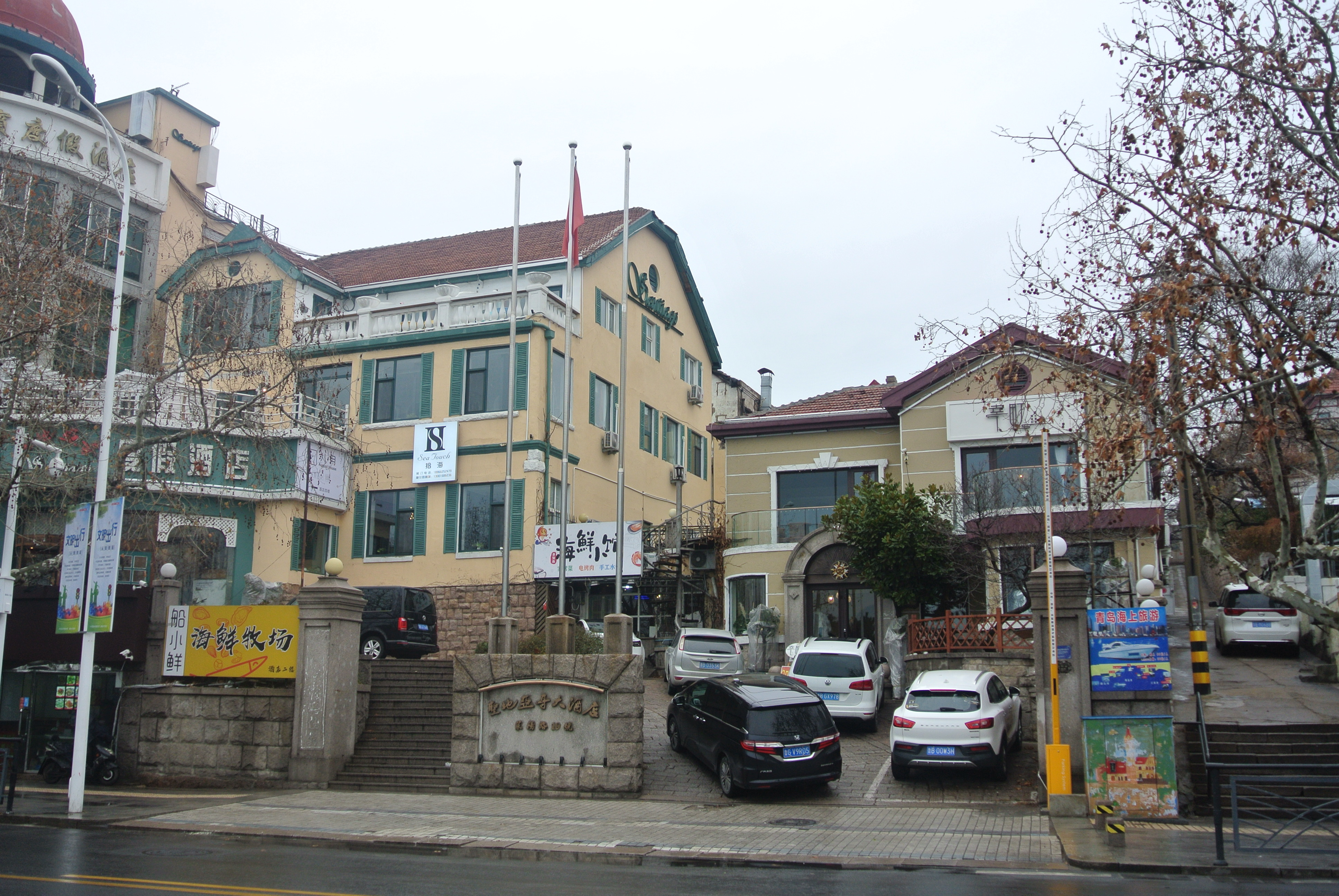
莱阳路19号，黄海水产研究所1994年以前的原址，朱树屏在青岛的工作地

1950年中国科学院水生生物研究所筹建青岛海洋生物研究室（今中国科学院海洋研究所）时租下该楼作为宿舍。1951年1月，朱树屏调至青岛海洋生物研究室工作，同年3月任农业部水产实验所（今中国水产科学研究院黄海水产研究所）所长，兼任中国科学院海洋生物研究室研究员、山东大学水产系教授，自此居住在金口二路13号。在青岛期间，朱树屏在山大水产系继续讲授湖沼学、浮游生物学和水化学等课程，同时将黄海水产研究所建设成为中国水产界成果最多的骨干科研单位。朱树屏常年从事海洋渔场与内陆河湖调查、水产养殖研究、国际学术交流等，撰写、领导编纂了《渤、黄、东海渔捞海图》、《中国近海浮游植物与水文及渔业的关系》、《十年来我国海洋浮游植物的研究》等文献。此外曾兼任山东省水产厅副厅长、全国政协委员、青岛市政协副主席、青岛市人大代表。朱树屏长期在外考察，周末节假日很少休息，除深夜回家休息外很少在家停留，常在办公室、实验室过夜。“文革”期间，朱树屏遭受冲击，身染重病，1972年第一次病危时，周恩来直接指示中共青岛市委认真安排治疗。1975年5月第二次病重时，转至上海中山医院就医，次年7月在医院逝世。
朱树屏故居现为民居。2003年，青岛市人民政府将朱树屏故居作为文化名人故居挂牌保护。2005年2月5日，列入第七批青岛市文物保护单位。同年，该建筑被一住户违规改造，经居住于此的朱树屏次子朱明劝阻、举报，青岛市文物局通知要求整改，最终恢复原貌。

## 建筑特色
朱树屏故居为一栋二层公寓式花园住宅，建筑师尽量避免使用当时在青岛形成惯例的日式建筑语汇，延续了德式花园住宅的风格，立面处理细腻而富有美感。内部为普通的日式平面布局，但根据中国人习惯并未使用叠席、推拉门、露柱墙等日本元素。